# Frédéric de Clarac
Frédéric de Clarac, mit vollständigem Namen Charles Othon Frédéric Jean-Baptiste Comte de Clarac, bekannt als Le Comte de Clarac, (* 16. Juni 1777 in Paris; † 20. Januar 1847 ebenda) war ein französischer Archäologe.

## Leben
Frédéric de Clarac war der Sohn des Generals Roger Valentin de Clarac (1729–1813). Dieser verließ 1793 Frankreich, nachdem sein Schloss in Buzet gestürmt worden war. Frédéric de Clarac besuchte das Collège in Harcourt. 1790 hielt er sich in der Schweiz und in Deutschland auf, 1793/94 in Italien, dann in Spanien. Er wurde Offizier und Leutnant der Kavallerie in der Armee des Prince de Condé und ging mit dieser nach Polen. 1799 war er Ordonnanzoffizier im Gefolge des Duc d’Enghien. Anschließend diente er in Polen in einem russischen Husarenregiment in Wolhynien. 1801 kehrte er nach der Generalamnestie für die Emigrierten nach Frankreich zurück. Hier schrieb er zum Gelderwerb für die Archives littéraires de l’Europe und verkehrte im Salon von Madame Récamier.
1808 bis 1814 verbrachte er als Hauslehrer der Kinder von Joachim Murat, König von Neapel, und dessen Frau Caroline Bonaparte in Neapel. Sein Aufenthalt in Kampanien bestärkte ihn darin, sich ganz der Archäologie zu widmen. Er studierte im Schloss von Portici die damals dort ausgestellten Fresken aus Pompeji und unternahm 1813 auch eine Grabung in Pompeji.
Im September 1813 kehrte er im Zuge der Restauration nach Frankreich zurück. 1816/17 begleitete er mit anderen Forschern wie Auguste de Saint-Hilaire Charles-Emmanuel-Sigismond de Montmorency-Luxembourg auf einer diplomatischen Mission nach Brasilien, wo er zahlreiche Zeichnungen südamerikanischer Landschaften anfertigte.

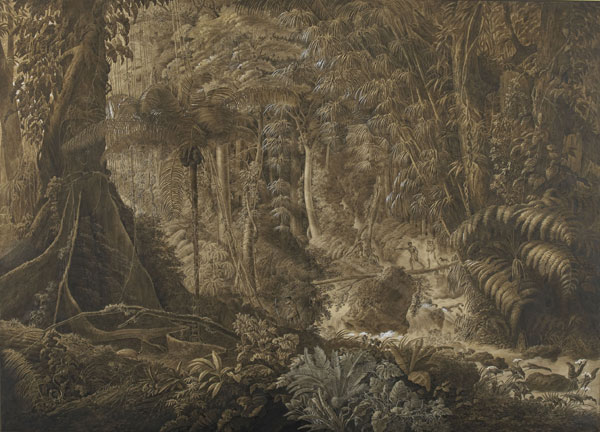
Forêt vierge du Brésil, 1819. Paris, Louvre

1818 wurde er von Ludwig XVIII. als Nachfolger von Ennio Quirino Visconti zum Konservator der Antiken im Louvre ernannt, ein Amt, das er bis zu seinem Tode innehatte. 1819 stellte er im Salon sein Aquarell Intérieur d’une forêt du Brésil aus. 1833 unternahm er eine Studienreise durch Großbritannien zum Studium der antiken Skulpturen in den dortigen Sammlungen. Ab 1835 hatte er große finanzielle Schwierigkeiten, die ihn 1843 auch dazu zwangen, seine Sammlung von Antiken an die Stadt Toulouse zu verkaufen.
1814 wurde er Ritter des Ordre royal et militaire de Saint-Louis, 1816 Ritter der Ehrenlegion, 1828 Offizier der Ehrenlegion, 1821 korrespondierendes Mitglied der Königlich-Preußischen Akademie der Wissenschaften sowie 1838 freies Mitglied der Académie des Beaux-Arts. 1847 wurde er zum assoziierten Mitglied (Élu associé) der Académie royale des Sciences, des Lettres et des Beaux-Arts de Belgique gewählt. Ferner war er Ehrenmitglied der Society of Antiquaries of London sowie der Accademia Albertina in Turin.

## Werk

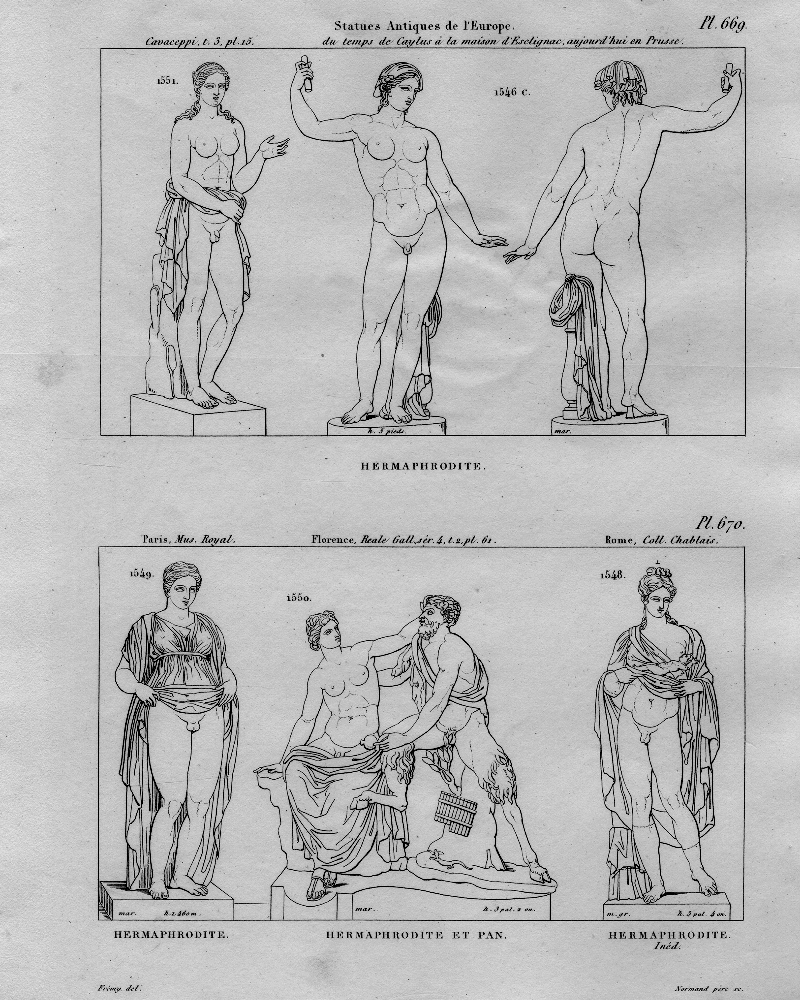
Beispielseiten aus dem Musée de sculpture antique et moderne

Clarac publizierte in seinem Amt als Leiter der Antikensammlung des Louvre zunächst einen Katalog der Antiken des Museums, der in mehreren Auflagen erweitert wurde, jedoch nur knappe Beschreibungen, keine Abbildungen enthielt.
Mit seinem Musée de sculpture antique et moderne wollte er dem gelehrten Publikum vor allem Abbildungsmaterial zur Verfügung stellen. Ausgehend von den antiken Skulpturen des Louvre sollten hier Skulpturen aus möglichst vielen Sammlungen nach thematischen Gruppen sortiert in Umrisszeichnungen vorgelegt werden. Vor allem durch die Aufnahme in Salomon Reinachs Repertoire de la statuaire grecque et romain, dessen Band 1 den Titel Clarac de poche („Taschen-Clarac“) trägt und einen verkleinerten Nachdruck der Tafelbände II bis V der Originalausgabe darstellt, war das Werk bis lange in das 20. Jahrhundert das grundlegende Nachschlagewerk für Abbildungen von Skulpturen, bietet es doch einen Überblick über praktisch alle damals bekannten antiken Statuen. Der Text von Clarac, der den Forschungsstand des frühen 19. Jahrhunderts darstellt, fand jedoch praktisch keine Rezeption. Er ist als Katalogwerk stark antiquarisch ausgerichtet, basierend auf den Schriften der Antiquare des 17. und 18. Jahrhunderts, ohne durchgehendes Konzept und ohne wirklich kunsthistorische Betrachtung der Skulpturen.

## Veröffentlichungen (Auswahl)
- Fouille faite à Pompei en présence de S. M. la Reine des Deux Siciles, le 18 Mars 1813. Neapel 1813 (Digital).
- Description des antiques du musée Royal commencée par M. le chevalier de Visconti, continuée et augmentée de plusieurs tables par M. le comte de Clarac, conservateur des Antiques. Paris 1820.
- Sur la statue antique de Vénus Victrix: découverte dans l’île de Milo en 1820, transportée à Paris et donnée au roi par M. le marquis de Rivière… Et sur la statue antique connue sous le nom de l’orateur du Germanicus, et d’un personnage romain en Mercure. Paris 1821.
- Description des ouvrages de la sculpture française des XVIe, XVIIIe siècle, exposés dans les salles de la galerie d’Angoulème. Paris 1824.
- Second supplément à la Description des antiques du Musée royal. Paris o. J. (um 1825).
- Musée de sculpture antique et moderne, ou Description historique et graphique du Louvre et de toutes ses parties, des statues, bustes, bas-reliefs et inscriptions du Musée royal des antiques et des Tuileries et de plus de 2500 statues antiques … tirées des principaux musées et des diverses collections de l’Europe … accompagnée d’une iconographie égyptienne, grecque et romaine…. 6 Text- und 6 Tafelbände, Paris 1826–1853 (Inhaltsübersicht).
- Description du Musée royal des antiques du Louvre. Paris 1830. 1848.
- Mélanges d’antiquités grecques et romaines, ou observations sur plusieurs bas-reliefs antiques du musée royal du Louvre. Paris 1830.
- Sur une inscription gravée sur une lame de plomb, trouvée dans une statue en bronze du musée du Louvre, et sur les signatures inscrites par les artistes grecs sur leurs ouvrages. Paris 1843.
- Manuel de l’histoire de l’art chez les anciens. 3 Bände, Paris 1847–1849.
  - Bd. 1:  Description des musées de sculpture antique et moderne di Louvre. Paris 1847.
  - Bd. 2:  Catalogue chronologique des artistes, écrivains et personages célèbres, généalogie des Ptolémée, les familles romaines. Paris 1847.
  - Bd. 3: Catalogue des artistes de l’ antiquité jusqu’ à la fin du VIe siècle de nôtre ère, avec les statues, mosaïques, pierres gravées, vases peints etc. portant les noms des artistes et les musées et collections particulières qui les portent. Paris 1849.
- Description historique et graphique du Louvre et des Tuileries. Paris 1853.